# Oblačno s ćuftama (franšiza)
Oblačno s ćuftama (eng. Cloudy with a Chance of Meatballs) je medijska franšiza znanstvenofantastične komedije u produkciji Sony Pictures Animation a labavo temeljena na istoimenoj knjizi Judi Barrett. Filmovi su dobili uglavnom pozitivne kritike kritičara. Serijal je zaradio 517 milijuna dolara na blagajnama.

## Filmovi
- Oblačno s ćuftama (2009.)
- Oblačno s ćuftama 2 (2013.)

## Televizijska serija

### Cloudy with a Chance of Meatballs (2017. – 2018.)
Dana 9. listopada 2014., DHX Media objavio je da će razviti i producirati televizijsku seriju temeljenu na filmskoj franšizi, pod nazivom Cloudy with a Chance of Meatballs, objavljenu 6. ožujka 2017. u Sjedinjenim Državama i 6. travnja iste godine u Kanadi. Serija je tradicionalno animirana i sastoji se od 26 epizoda. Odvija se prije prvog filma, prikazujući Flinta Lockwooda kao srednjoškolca koji sanja postati ozbiljan znanstvenik. U svojim avanturama pridružuju mu se Sam Sparks, nova djevojka u gradu i školski reporter, zajedno s Flintovim tatom Timom, Steveom majmunom, Mannyjem kao voditeljem školskog audiovizualnog kluba, Earlom kao učiteljem tjelesnog odgoja, Brentom kao modelom za nošenje beba i gradonačelnikom Shelbourneom. DHX Media bavi se globalnom televizijskom distribucijom i distribucijom kućne zabave izvan SAD-a, zajedno s pravima na prodaju robe širom svijeta, dok Sony distribuira kućnu zabavu u SAD-u. Serija koju je naručio Teletoon u Kanadi emitira se na Cartoon Networku u Sjedinjenim Državama, i na kanalu Boomerang na drugim teritorijima.

## Kratki filmovi

### Super Manny (2013.)
Super Manny je kratki film, objavljen 26. listopada 2013.

### Earl Scouts (2013.)
Earl Scouts je kratki film, objavljen 26. listopada 2013.

### Steve's First Bath (2014.)
Steve's First Bath objavljen je 28. siječnja 2014.

### Attack of the 50-Foot Gummi Bear (2014.)
Attack of the 50-Foot Gummi Bear objavljen je 28. siječnja 2014.

## Vanjske poveznice
- Službena stranica – Sony Pictures
- Službena stranica – Sony Pictures
- Oblačno s ćuftama u internetskoj bazi filmova IMDb-a
- Oblačno s ćuftama 2 u internetskoj bazi filmova IMDb-a
- Cloudy with a Chance of Meatballs u internetskoj bazi filmova IMDb-a